# Хряпа Ігор Васильович
І́гор Васи́льович Хря́па (10 вересня 1980, Вороньки Чернігівська область — 26 жовтня 2015, Водяне Донецька область) — старший солдат Збройних сил України, учасник російсько-української війни.

## Життєпис
Народився 1980 року в селі Вороньки Чернігівської області. 1997 році закінчив Вороньківську ЗОШ, пройшов строкову військову службу. Демобілізувавшись, працював в київській охоронній фірмі «Альфа-щит».
Мобілізований 2 лютого 2015 року; старший солдат 1-ї роти 5-ї батальйонно-тактичної групи, 81-та десантно-штурмова бригада.
26 жовтня 2015-го загинув поблизу села Водяне Ясинуватського району під час обстрілу зі стрілецької зброї ДРГ противника — у сутінках підібралась впритул до позицій українських військових. Андрій першим помітив диверсійну групу та встиг попередити побратимів, відкрив вогонь, сам загинув від розривної кулі противника. Атаку було відбито, поранень зазнало двоє вояків.
Похований у Вороньках Бобровицького району, в останню дорогу проводили на колінах.
Без Ігоря лишилися батьки, брат, дружина, син Сергій 2012 р.н. й донька Марина 2013 р.н.

## Нагороди та вшанування
- За особисту мужність, сумлінне та бездоганне служіння Українському народові, зразкове виконання військового обов'язку відзначений — нагороджений орденом «За мужність» ІІІ ступеня (21.3.2016, посмертно).[1]
- На будівлі Вороньківської школи, в котрій навчався герой, в грудні 2015 року встановлено меморіальну дошку[2].